# Pseudacanthicus spinosus
Pseudacanthicus spinosus är en fiskart som först beskrevs av Castelnau, 1855.  Pseudacanthicus spinosus ingår i släktet Pseudacanthicus och familjen Loricariidae. Inga underarter finns listade i Catalogue of Life.